# Cmentarz żydowski w Strzegomiu
Cmentarz żydowski w Strzegomiu – nieużytkowany cmentarz żydowski w Strzegomiu przy ul. św. Jadwigi.
Kirkut o powierzchni 0,2 ha został założony w 1815 r. obok cmentarza ewangelickiego. Jego teren jest otoczony niekompletnym murem. Na jego teren prowadzi zamykana na kłódkę brama. Większość macew jest przewrócona. Teren nekropolii jest porośnięty samosiejkami i służy jako nielegalne wysypisko. Dawny cmentarz ewangelicki przekształcono w park.

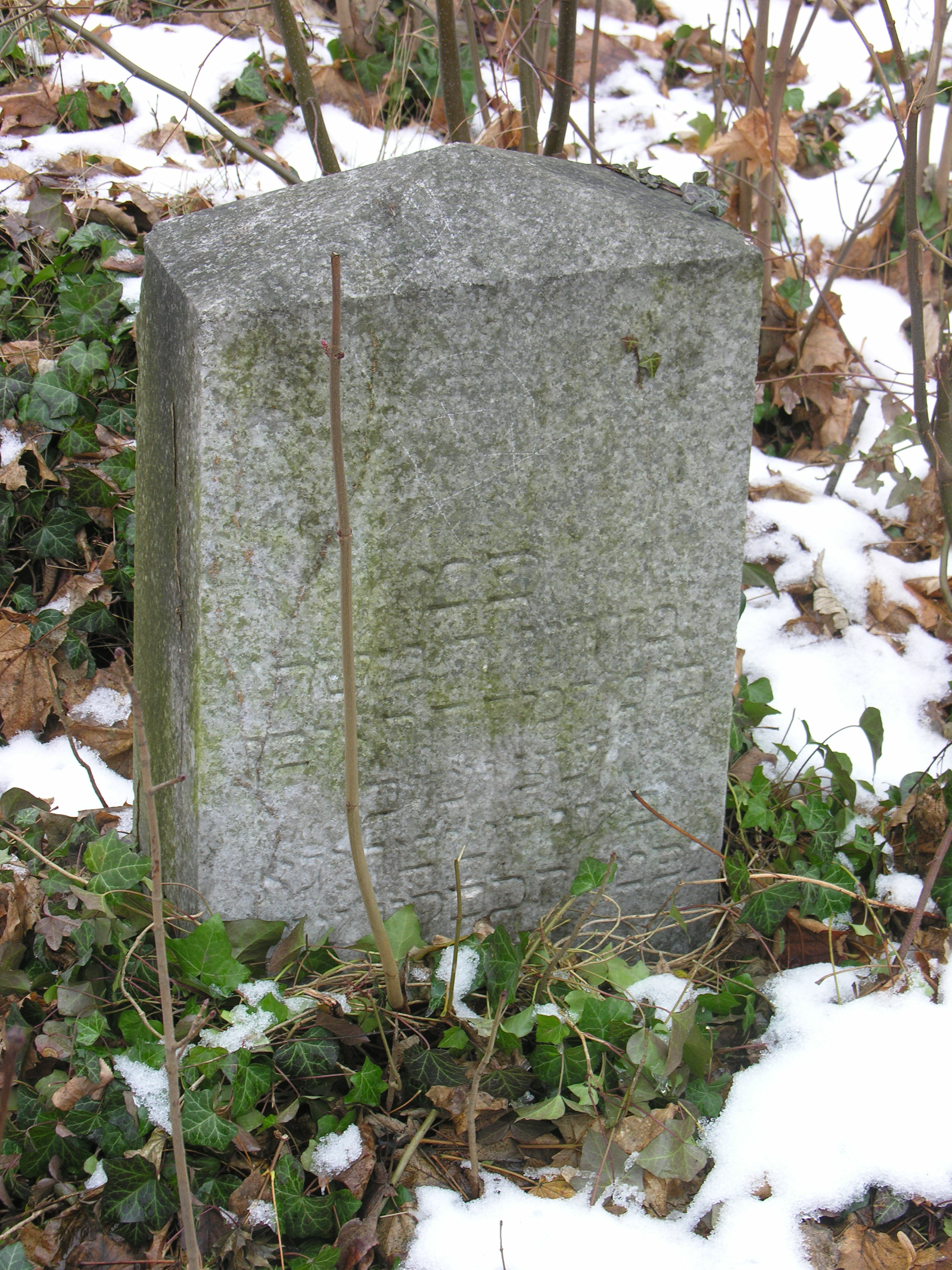
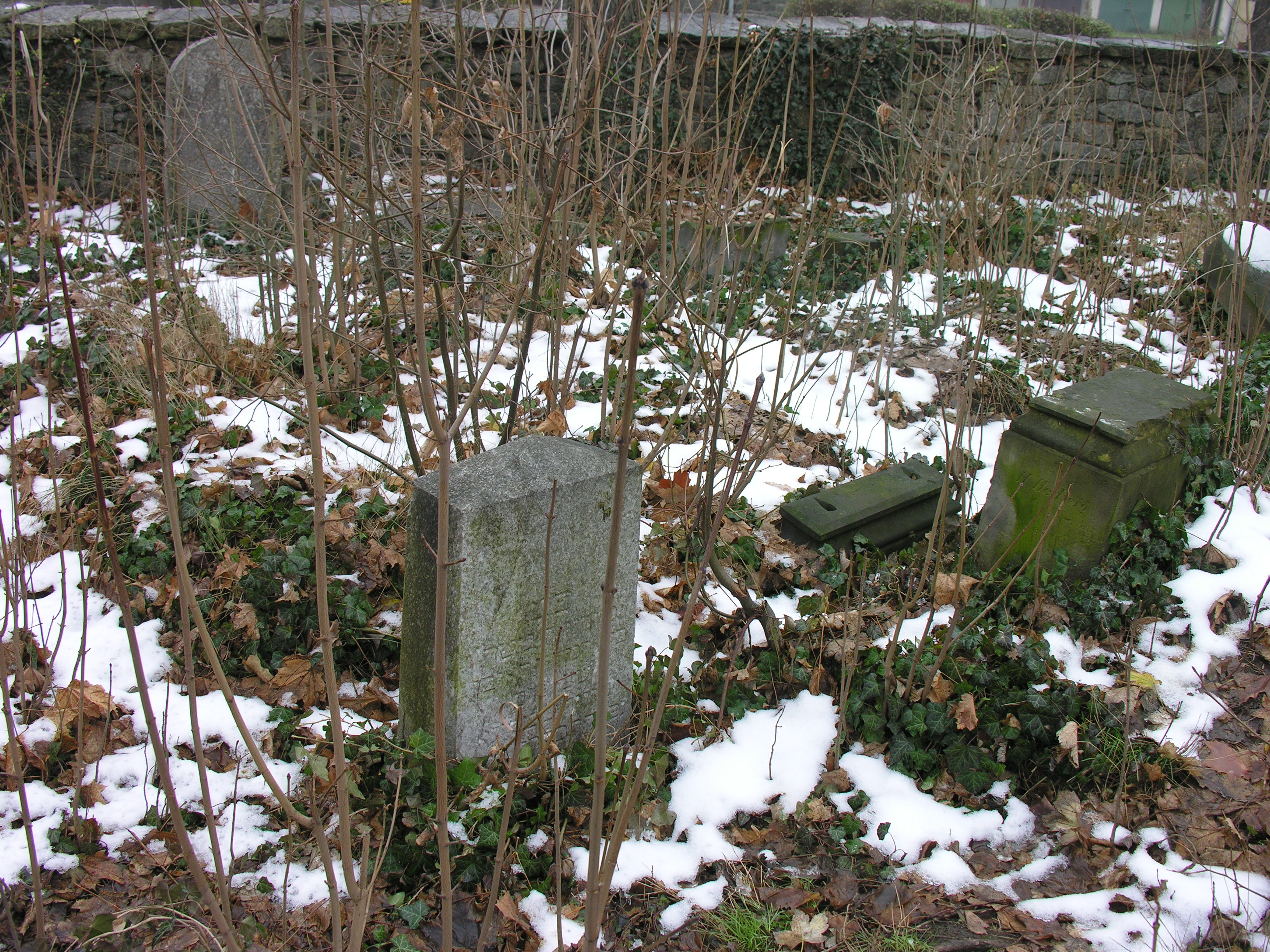
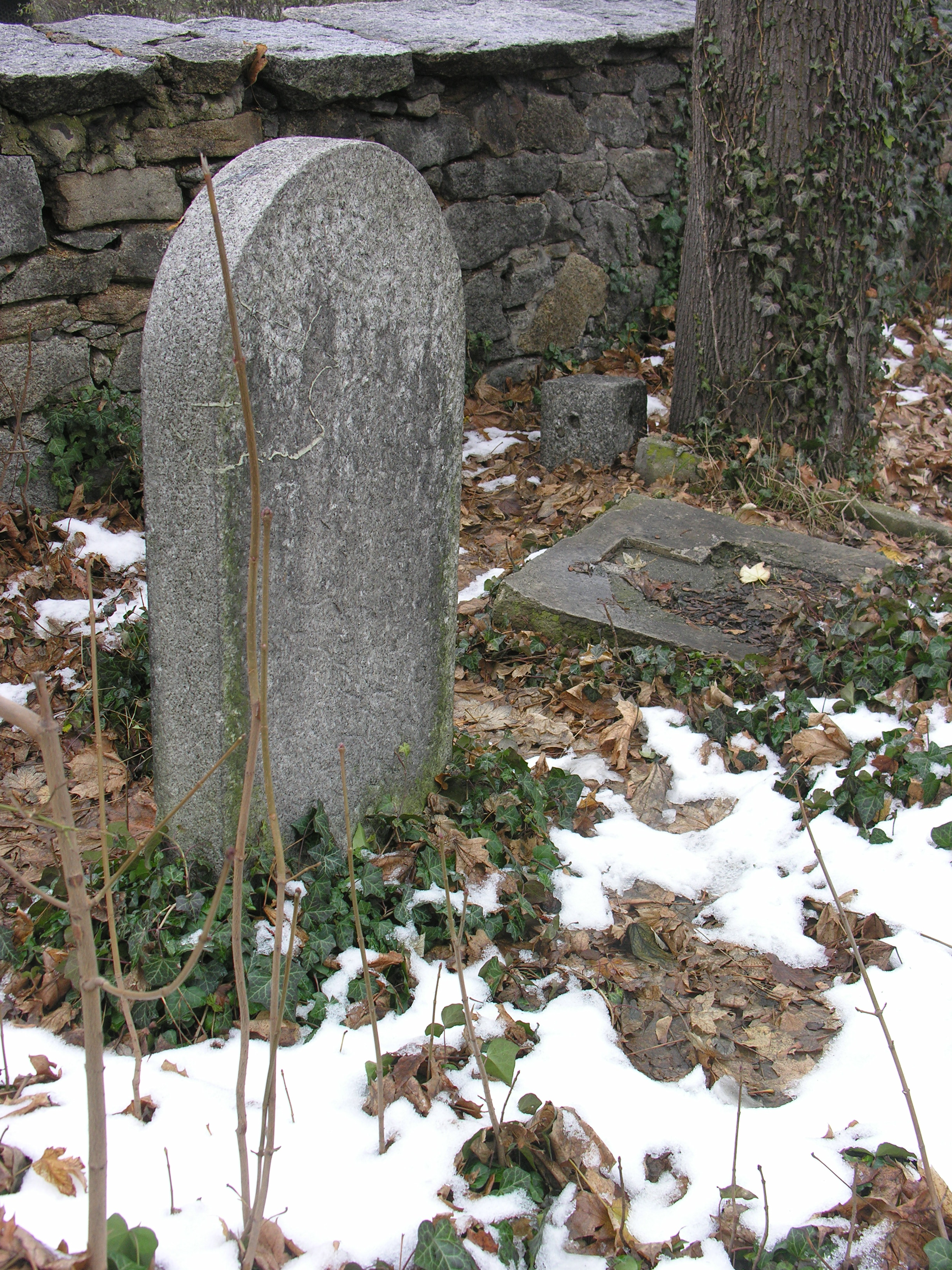